# ジャングルキャット
ジャングルキャット（英名：jungle catまたはSwamp Lynx、学名：Felis chaus）は比較的短い尻尾を持つ、小型のネコ科の一種。中近東からインド、パキスタン、アフガニスタンにかけて分布。
イエネコとの間にchausieという雑種をつくることができる。

## 形態

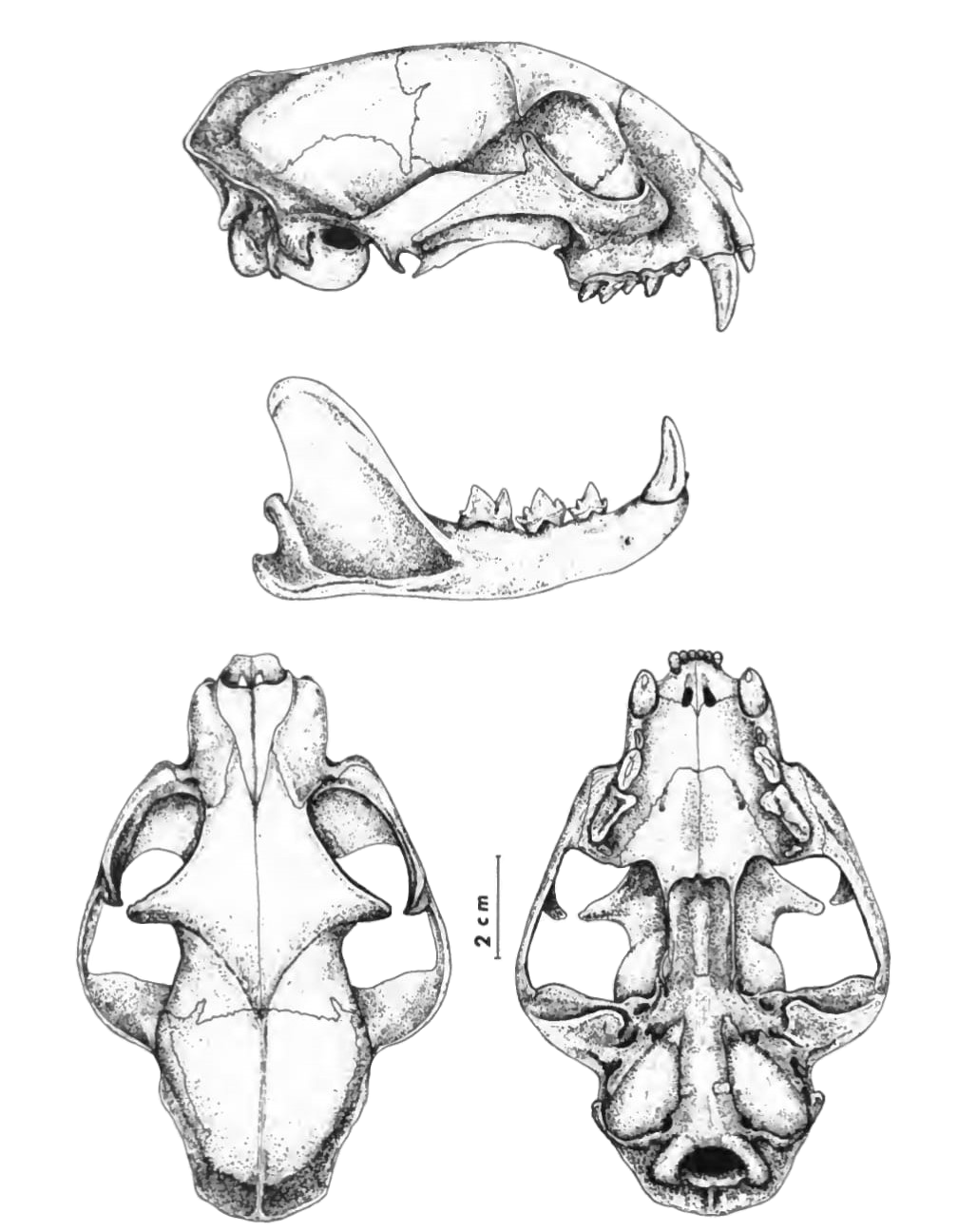
頭蓋骨

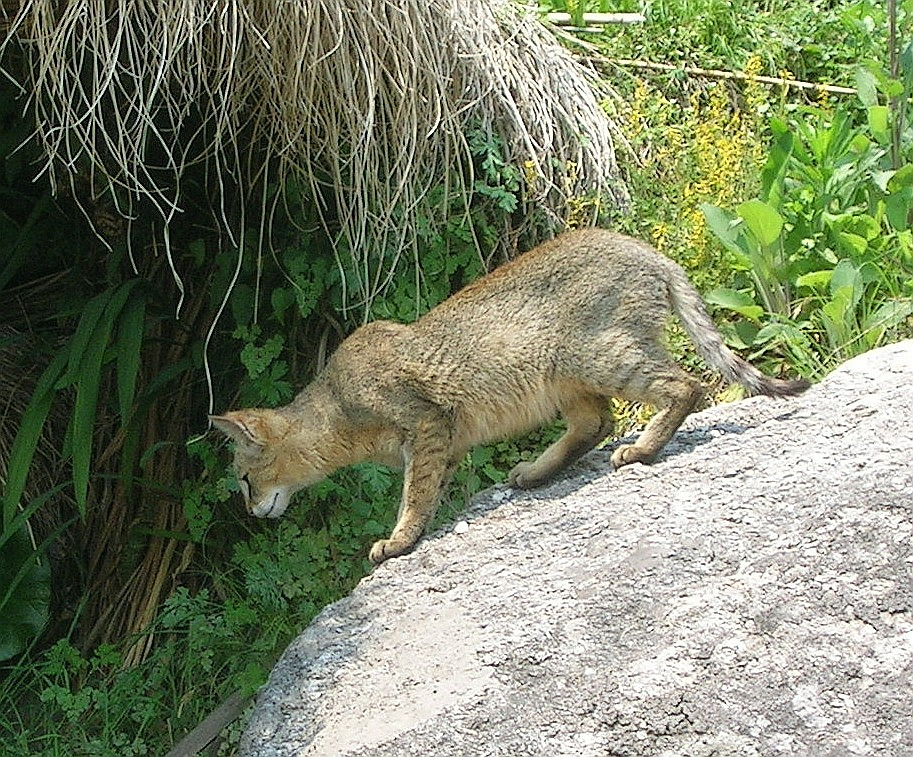
インド、ウッタラーカンド州で撮影

体長50-75cm、尾長23-35cm。体重5-16kg。イエネコに比べると大型で四肢が長い。体色は灰黄色や黄褐色、砂色がかった褐色、黒と淡い褐色の霜降りなど、亜種によってさまざまに変わる。斑点を持たないものが普通だが、淡く不明瞭な横に並ぶ斑点を持つものもある。頭と四肢と尻尾に黒い縞があり、尻尾の先端は黒い。耳は三角形で後ろ側が暗褐色。オオヤマネコほど長くないが、耳の先端に黒い房毛がある。虹彩は明るい黄色。寒い地方に住むものは毛深い。

## 生態

### 生息地
乾燥した森や林、サバンナ、開けた低木地帯、湖や沼の近くの葦原などさまざまなところに生息している。村や町の近くにも住み、時には廃屋に住み着くこともある。標高2,500mまでに生息しているが、低地に生息するものが多い。
またジャングルキャットは熱帯雨林には生息しない。ジャングルキャットという名前から熱帯雨林に生息していそうなイメージがあるが、このジャングルは、草や低木の密生する「やぶ地」を指す。

### 習性
昼夜問わず動き回るが、昼間活動することの方が多い。主食はネズミやノウサギなどの小型哺乳類。トカゲ、ヘビなども捕食し、頭上を飛ぶ鳥をジャンプして捕らえたりもする。さらに水辺に棲む個体は水に潜って魚を捕らえる。
交尾期になるとオスはイヌのような鳴き声でほえる。妊娠期間は普通66日で、一度の出産で2～5子を産む。

## 亜種と分布
- F. c. chaus トルコ南東部、コーカサス山脈、ヨルダン北西部、レバノン南部、シリア、イスラエル、イラク、イラン、パキスタン、アフガニスタン、トルキスタン
- F. c. affinis カシミールからキッシムにかけて、ネパール、ブータン、雲南省、インドシナ北西
- F. c. fulvidina 雲南省、タイやベトナムなどの東南アジア
- F. c. furax シリア、イラク、イラン南部
- F. c. kelaarti スリランカ
- F. c. kutas クッチ湾、インドからベンガル湾沿岸
- F. c. maimanah
- F. c. nilotica ナイル川下流域
- F. c. oxiana タール砂漠
- F. c. prateri インド西部

## 参考
- 今泉忠明　『野生ネコの百科［最新版］』　データハウス、2004年